# Nokia 6303 classic
Il Nokia 6303 classic è un telefono cellulare prodotto dall'azienda finlandese Nokia e messo in commercio nel 2009.

## Caratteristiche
- Dimensioni: 108,8 x 46,2 x 11,7 mm
- Massa: 96 g
- Risoluzione display: 320 x 240 pixel da 16,7 milioni di colori
- Durata batteria in conversazione: 7 ore
- Durata batteria in standby: 450 ore (18 giorni)
- Fotocamera: 3.2 megapixel
- Memoria: 64 MB espandibile fino a 4 GB con MicroSD
- Bluetooth e USB

## Kit d'acquisto
- Nokia 6303 classic
- Batteria Nokia (BL-5CT)
- Caricabatterie (AC-8)
- Auricolare stereo (WH-102)
- Manuale d'uso
- MicroSD da 1 MB con Nokia Maps
- Cavo dati USB (CA-101D)